# سیدنی پجت

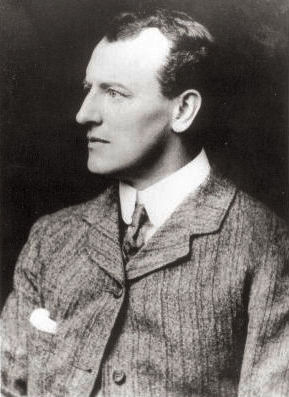
سیدنی ادوارد پجت

سیدنی ادوارد پجت (‎/ˈpædʒɪt/‎) (۴ اکتبر ۱۸۶۰ – ۲۸ ژانویه ۱۹۰۸) تصویرگر بریتانیایی دوره ویکتوریا بود. عمده شهرت او به‌خاطر تصویرگری داستان‌های شرلوک هلمز بود.

## زندگی
سیدنی پجت پنجمین فرزند خانواده پجت بود. او در سال ۱۸۸۱ وارد مدارس آکادمی سلطنتی شد. بین سال‌های ۱۸۷۹ تا ۱۹۰۵ پجت پرتره و طراحی‌های گوناگونی انجام داد و تعدادی از آن‌ها را به نمایشگاه آکادمی سلطنتی اهدا کرد.
پجت به‌خاطر نقاشی‌هایش در مجله‌های معروف دنیا و داستان‌های پلیسی به خوبی شناخته شد. اما بیشتر شهرت او پس از نقاشی داستان‌های شرلوک هولمز به‌دست آمد.
او در ۱ ژوئن ۱۸۹۳، با ادیت هانسفیلد ازدواج کرد. آن‌ها صاحب شش فرزند شدند.
پجت در ۲۸ ژانویه ۱۹۰۸ به علت تومور مدیاستین درگذشت و در گورستان فینچلی به خاک سپرده شد.

## تصویرگری در مجله استرند

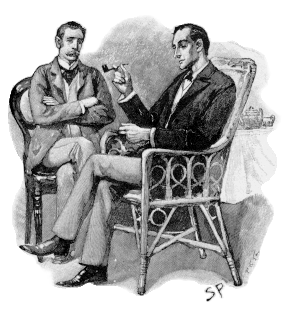
تصویر شرلوک هولمز (سمت راست) و دکتر واتسون (سمت چپ) اثر پچت

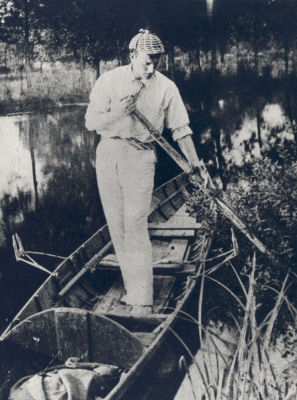
تصویر سیدی پچت

با اینکه سیدنی پجت به صورت اتفاقی به استخدام مجله استراند درآمد امروزه او را به عنوان بهترین تصویرگر شرلوک هولمز می‌شناسند.
در ۱۸۹۳، پجت تصویرگر خاطرات شرلوک هلمز و درنده باسکرویل بود. همچنین او در ۱۹۰۳ داستان‌های بازگشت شرلوک هلمز را تصویرگری کرد. سیدنی پجت در مجموع، یک رمان و ۳۷ داستان کوتاه شرلوک هلمز را تصویرگری کرد.

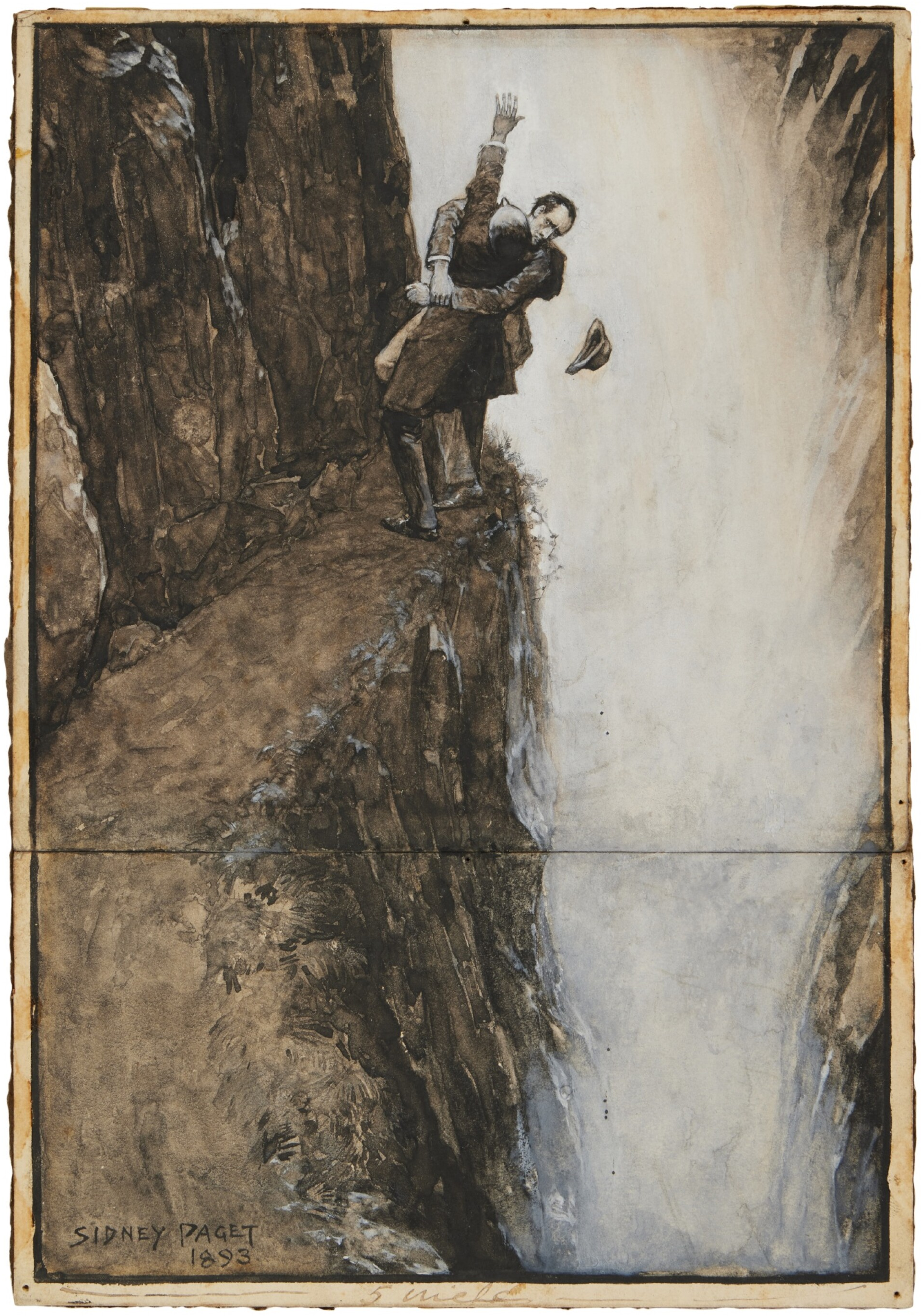
تصویر شرلوک هلمز و جیمز موریارتی در آبشار رایشنباخ در داستان مشکل نهایی.